# Podophyllum difforme
Podophyllum difforme är en berberisväxtart som beskrevs av William Botting Hemsley och E. H. Wils.. Podophyllum difforme ingår i släktet fotblad, och familjen berberisväxter. Inga underarter finns listade i Catalogue of Life.